# Иванка Апостолова
Иванка Василева Апостолова е български професор философ. Ректор на Нов български университет (1995 – 2002).

## Биография
Иванка Апостолова е родена на 4 май 1930 г. в София.
Кандидат на философските науки (1968) и доктор на философските науки (1978) с дисертация на тема „Стил на мислене“. Професор от 1982 г.
Работила е като директор на Центъра по философия на образованието, научен секретар на Единния център по философия и социология, декан на Философския факултет и ръководител на Катедрата по философия в Софийския университет „Св. Климент Охридски“ (1989 – 1993), съветник на ректора на Бургаския свободен университет.
Участвала е с доклади в световни конгреси по философия в Русия, Германия, Канада, Великобритания. Сред публикациите ѝ са книгите „Между физиката и философията“, „Стил на мислене“, „Хуманизация на науката“, „Физиците пред аксиологически проблеми“, „Философски предпоставки и научна общност“. Специализирала е в Института по история на естествознанието и техниката в Москва, Русия, в Брайтън и в Белфаст, Лондон, Великобритания, в САЩ.
На 20 декември 2001 г. е удостоена със званието „почетен професор“ на Нов български университет за цялостен принос към НБУ и утвърждаването му като съвременна образователна институция, за дейността ѝ като учен, преподавател и изследовател. Член на Настоятелството на НБУ от 20 май 2002 г.
Умира на 9 декември 2006 г.